# Nectaropetalum capense
Nectaropetalum capense är en tvåhjärtbladig växtart som först beskrevs av H.Bol., och fick sitt nu gällande namn av Otto Stapf och Boodle. Nectaropetalum capense ingår i släktet Nectaropetalum och familjen Erythroxylaceae. Inga underarter finns listade i Catalogue of Life.